# Museo (Alessandria)
Il Museo (mouseion in greco, musaeum in latino) eretto ad Alessandria d'Egitto per iniziativa di Tolomeo I, era un edificio dedicato alle Muse, ossia alle figlie di Zeus. 
Luogo d'incontro tra dotti e anche di insegnamento, rappresentò per secoli la massima istituzione culturale del mondo ellenistico. 
Tra le figure che hanno legato il loro nome al Museo possiamo ricordare Euclide, ma anche Eratostene e il medico Erofilo, fondatore della medicina sperimentale e Ipazia.
Il termine è entrato nell'uso comune in molte lingue moderne, a partire dal XVII secolo, per indicare un luogo dove sono conservate collezioni di opere d'arte o reperti archeologici. A partire dal XX secolo il termine è stato usato anche per indicare collezioni di oggetti di varia provenienza.